# South Wigston
South Wigston – wieś w Anglii, w hrabstwie Leicestershire, w dystrykcie Oadby and Wigston. Leży 6 km na południe od miasta Leicester i 138 km na północny zachód od Londynu.